# Jean de Baudricourt
Jean de Baudricourt (* um 1435; † 11. Mai 1499 in Blois) war Marschall von Frankreich. Er ist der Sohn von Robert de Baudricourt und Arléarde de Chambley, einer Schwester von Marguerite de Chambley, der ersten Frau von Louis de Beauvau.

## Karrierebeginn
Er begann seine Laufbahn als Kapitän von Foug im Dienst von Johann II. von Anjou, Herzog von Lothringen, Herzog von Bar, Herzog von Anjou.
An der Seite des Herzogs schloss er sich der Rebellion der Ligue du Bien public an, die unter der Führung des Sohnes des Herzogs von Burgund, des Grafen von Charolais, stand. Nach der Schlacht bei Montlhéry (16. Juli 1465) und dem Vertrag von Conflans (5. Oktober 1465) wechselte er mit dem Herzog von Lothringen auf die Seite des Königs. Er wurde nun Kapitän in der königlichen Armee, dann Bailli von Chaumont, wie sein Vater und sein Schwager Geoffroy, Seigneur de Saint-Belin, vor ihm. Er behielt das Amt bis zu seinem Tod.

## Kapitän im Dienst des Königs von Frankreich
Im Krieg zwischen René II. von Lothringen und Karl dem Kühnen unterstützte er den Herzog von Lothringen und diente als Vermittler zwischen René und dem König, insbesondere durch ein Darlehen an René über 4000 Écu. Nach der Invasion des Herzogtums Burgund wurde er Bailli von Chalon-sur-Saône (1477–1481). 1477 sandte König Ludwig XI. drei Mal als Botschafter zu den Schweizer Kantonen: die Truppen, die er aushob, ermöglichten ihm die königlichen Kontrolle über Burgund aufrechtzuerhalten.
1478 war er auf dem flandrischen Kriegsschauplatz. Mit Philippe de Crèvecœur kommandierte er die Truppen in der Schlachte bei Guinegate im August 1479, in der Maximilian von Österreich den Sieg davontrug. Von 1479 bis 1480 war er Generalkapitän von 4000 Francs-archers in der Capitainerie du Nord-Est.
Der König ernannte ihn zum Gouverneur des Herzogtums Burgund (1481–1499), Kapitän von Besançon und Gouverneur der Champagne (März 1482 bis November 1483). Ab 1482 war er Kapitän einer königlichen Ordonnanzkompanie aus 100 Lanzen (d. h. 100 Reiter und 200 Bogenschützen). Ludwig XI. schickte ihn dann an die niederländische Front zum Kampf gegen Maximilian von Österreich. Als Kapitän von Arras (1479–1482) verhandelte er den Frieden von Arras von 1482. Gegen Ende der Regierung Ludwigs XI. war er einer seiner engsten Berater, 1483 auch Gouverneur der Provence – er war es auch, den der König nach Italien sandte, um bei Franz von Paola um ein Wunder zu seinen Gunsten zu bitten.

## Einer der mächtigsten Beamten des königlichen Hofs
Während der Minderjährigkeit Karls VIII., d. h. während der Regentschaft Anne de Beaujeus, gehörte er dem 15-köpfigen Conseil étroit an, der in der königlichen Politik die Entscheidungen traf. In dieser Zeit war er zudem einer der wichtigsten französischen Generäle Frankreichs. Er schlug 1485 die kaiserlichen Truppen in der Freigrafschaft Burgund mit einer Armee von 8.000 bis 10.000 Mann zurück und hatte maßgeblichen Anteil am Sieg über die Bretonen in der Schlacht von Saint-Aubin-du-Cormier am 28. Juli 1488; als die Freigrafschaft 1491 von kaiserlichen Truppen besetzt wurde, rettete er die Situation, wie aus einem Brief der Königs hervorgeht.
Er hatte nun den Gipfel seiner Karriere erreicht: er wurde zum Chevalier im Ordre de Saint-Michel und am 21. Januar 1486 zum Marschall von Frankreich ernannt.
Im Januar 1493 wurde er in der Freigrafschaft von kaiserlichen Truppen in der Schlacht von Dournon besiegt. Karl VIII. verzichtete wenige Monate später im Vertrag von Senlis auf die Freigrafschaft Burgund. Baudricourt ermutigte 1494 Karl VIII. in seinen Plänen, das Königreich Neapel zu erobern, aber der Rat und die anderen Gouverneure bedrängten ihn, in Frankreich zu bleiben. Während der König in Italien war, traf er wieder auf die Truppen Maximilians; in einem Brief gratulierte er Maximilian zu seiner militärischen Führerschaft. Jean de Baudricourt war nun etwa 60 Jahre alt, der Feldzug von 1495 scheint der letzte seiner Laufbahn gewesen zu sein. Die restlichen Jahre seines Lebens diente er dem König als Organisator (z. B. der Verpflegung der Armee) und Gesandter in Lothringen und Savoyen.

## Besitzungen, Vermögen und Bauwerke
Als ursprünglich lothringischer Adliger hatte er Besitz in der Grenzregion Lothringens, des Herzogtums Bar und der Champagne. Er erbte Baudricourt und de Blaise. Gegen Ende seines Lebens setzte er sein Vermögen ein, um Gebiete an der Grenze der Bailliage Chaumont zu erwerben: die Baronie Lafauche (1473), die Baronie Choiseul (1486), die Herrschaft Vignory (1491) und die Herrschaft Colombey-les-Deux-Églises (um 1492).
Er gab 80.000 Livres tournois für die Wiederherstellung der Burg Blaise aus, in der er mit seiner Frau residierte. Beeindruckt durch sein Treffen mit Franz de Paola gründete er in Bracquencourt bei Blaise einen der ersten Paulanerkonvente in Frankreich: die Schenkung fand am 16. Oktober 1496 in Chaumont statt. Die bemerkenswertesten Arbeiten befahl er jedoch in Lafauche, das zur Modellfestung mit 18 auf Artillerie angepassten Türmen ausgebaut wurde und eine Kapelle mit sechs Kaplänen erhielt.
Er war mit Anne de Beaujeu verheiratet (nicht identisch mit der gleichnamigen Regentin), hatte von ihr aber keine Kinder. Seine Neffen, Söhne seiner Schwestern erbten sein Vermögen und folgen ihm in den königlichen Ämtern nach; unter ihnen war vor allem seine Nichte Catherine de Saint-Belin († 1501), Tochter von Marguerite de Baudricourt und Geoffroy de Saint-Belin, verheiratet mit Jean IV. de Chaumont d’Amboise. Er starb am 11. Mai 1499 in Blois und wurde in der Paulanerkirche in Plessis-lez-Tours bestattet.